# Франческо Мария Ферери
Франческо Мария Ферери е първият никополски епископ от ордена на отците пасионисти.

## Биография
Франческо (Франциск) Ферери e италианец, роден на 14 октомври 1740 г.
Конгрегацията на Светия кръст и на страданията на Исуса Христа, членовете на която се знаят още и като пасионисти, e основана през 1720 г. С благословията на папа Пий VI през 1781 г. към България поели и през 1782 г. се установили в село Трънчовица първите монаси – пасионисти, отците Франциск Ферери и Джакомо Сперандио. Пред тях се открило широко поле за работа.
През януари 1788 година, подтикнати да напуснат България, чрез многобройни писма от Павел Дуванлията заради войната, която Русия и Австрия са обявили на Турция и заради факта, че ферманът, с който разполагат не е валиден по време на война, свещениците преждевременно си тръгват за Италия. От 1788 до 1793 година няма представители на пасионистите в България. Отец Франческо Ферери се завръща в България през 1793 година.
Епископ Павел Дуванлията починал в Букурещ през 1804 г. и за негов заместник бил назначен отец Франциск Ферери. На 5 август 1805 година Светият престол го издига в епископски сан. Той бил ръкоположен за епископ в Рим на 21 септември 1805 г., пристига в епархията на 20 януари 1806 година и отсяда в Белене. Можел е да разчита на съдействието на трима свещеници – мирския свещеник отец Матия Раздилович и двамата пасионисти – отец Фортунато Ерколани и пристигналия отец Бонавентура Федели.
През 1809 г. бил принуден с голяма част от паството си да се прехвърли във Влашко, дирейки спасение от безконтролната турска войска и разбойничеството след поредната руско-турска война. През 1812 г. се установил в българското католическо село Чопла (днес квартал на Букурещ).
Заразява се с чума, вследствие допира му с болни в изпълнение на пастирските си задължения. Умира на 4 ноември 1813 г.
Като се започне от епископ Франческо Ферери и се стигне до монсиньор Босилков, всички епископи на Никополската епархия са пасионисти.